# Hou Zhi
Hou Zhi, född 1760, död 1829, var en kinesisk författare.
Hon var dotter till ämbetsmannen Huo Xueshi och gifte sig med ämbetsmannen Mei Chong. Hon tillhörde de mest välkända kvinnliga författarna av tianci (ballader) under sin samtid. Hennes mest berömda verk är Zaisgengyuan (1821). Tianci betraktades vid denna tid som ett tidsfördriv för sysslolösa överklasskvinnor i Kina; även tillhörde den konfucianska överklass som ansåg det osedligt för en kvinna att göra sig bemärkt offentligt, men trots detta blev hon under sin samtid i praktiken en framgångsrik och omtalad konstnär. 